# Hakkaria
Hakkaria là một chi bướm đêm thuộc họ Noctuidae.